# Les Enfants aux cheveux de flammes
Les Enfants aux cheveux de flammes (Caddie Woodlawn) est un roman de fiction historique pour enfants de Carol Ryrie Brink qui a reçu la médaille Newbery en 1936 et un prix Lewis Carroll Shelf Award (en) en 1958. L'édition originale de 1935 a été illustrée par l'auteure et illustratrice Kate Seredy. Macmillan a publié une édition ultérieure en 1973, illustrée par Trina Schart Hyman (en). 
Le roman a été traduit en français en 1939 aux éditions Bourrelier et Cie. 

## Résumé
Situé dans les années 1860, le roman parle d'une jeune fille garçon manqué de onze ans, du nom de Caroline Augusta Woodlawn, surnommée « Caddie », vivant dans la région de Dunnville, Wisconsin. La jeune fille a fait le voyage de Boston à Dunnville avec sa famille qui lui a presque coûté la vie. Malade et faible, elle est autorisée à s'amuser librement avec ses frères, Tom et Warren, pour retrouver sa santé. Ils passent une grande partie de leur temps à explorer les bois et les rivières qui entourent leur ferme. Le livre commence avec Caddie, en retard pour le dîner après une excursion pour visiter la tribu amérindienne locale, embarrassant sa mère par son comportement. Intrépide, elle passe l'année suivante à vivre une série d'aventures et de frayeurs. D'une balade à minuit à travers la forêt pour avertir son ami « Indian John » que les colons prévoient d'attaquer, un incendie de prairie qui fait ressortir le meilleur d'Obediah, un tyran d'école, une chute mortelle à travers la glace d'un lac gelé, sa vie est loin d'être ennuyeuse. Les choses tournent mal quand sa cousine « parfaite » Annabelle de Boston arrive pour une visite et que Caddie est forcée de réfléchir à son avenir. Tom et Warren, faisant toujours partie de ses aventures, l'accompagnent pendant le voyage. Cette histoire est pleine de blagues et d'instants touchants comme le long voyage de retour de Nero, un animal de compagnie bien-aimé. C'est l'histoire vraie de la vie d'une famille à la Frontière pendant la guerre civile, et offre un aperçu de la façon dont la vie était vécue dans un petit village du Wisconsin où la peur des Indiens locaux était une réalité et les situations de vie et de mort surgissaient avec une effrayante régularité. La suite, Magical Melons (1939), continue l'histoire de Caddie et de sa famille.

## Contexte
Carol Ryrie Brink (1895-1981) est née et a grandi à Moscow, dans l'Idaho, dans la région de Palouse ,. Orpheline à l'âge de huit ans à la suite du suicide de sa mère, elle a vécu à Moscow avec sa grand-mère maternelle veuve et une tante célibataire ; la grand-mère avait grandi dans une ferme du Wisconsin. Dans une préface de la dernière édition de Caddie Woodlawn, elle indique que les livres étaient en partie basés sur la vie de sa grand-mère, Caddie Woodhouse Watkins (1853 – 1940), et ses frères et sœurs : sa sœur aînée Clara, son frère aîné Tom, son cadet Warren, ses jeunes sœurs Hetty et Minnie et son petit frère Joe. 
La maison où vivait Caddie est maintenant un site historique, à environ 12 miles (19 km) au sud de Menomonie, Wisconsin. 

## Réception critique
May Hill Arbuthnot (en), spécialiste de la littérature pour enfants, dit des Enfants aux cheveux de flammes : « ce livre est beaucoup moins une histoire de frontière - colons contre Indiens - que l'évolution divertissante d'un garçon manqué. L'amusement que Caddie sort de la vie suggère l'utilité de ce livre pour contrer le caractère excessif de la plupart des fictions historiques » . Kirkus Reviews a déclaré qu'il fournissait « une image authentique de la vie dans une ferme frontalière lorsque le massacre était une menace réelle et lorsqu'un moyen de subsistance, à peine gagné, permettait de s'amuser dans des choses naturelles en plein air ». Le roman remporte la médaille Newbery en 1936. 
La représentation des Amérindiens dans le livre a été critiquée ces dernières années. Debbie Reese, fondatrice du site web American Indians in Children's Literature, a partagé la réaction douloureuse de sa fille à la lecture à l'école dans « Reflections on Caddie Woodlawn: Teaching about Stereotypes using Literature ». 

## Adaptations
Brink a transformé Caddie Woodlawn en feuilleton radiophonique en 1945. 
En 1989, un téléfilm basé sur le roman a été réalisé par Giles Walker avec un scénario de Joe Wisenfeld et Richard John Davis. Emily Schulman (en) joue le rôle principal. Plusieurs modifications ont été apportées par rapport au livre, notamment en déplaçant le conflit entre les colons et les Indiens vers la fin, et en augmentant considérablement le rôle d'Annabelle, la cousine de Caddie. 
Une comédie musicale, Caddy Woodlawn A Musical Adventure (en), de Tom Shelton et Susan C. Hunter, la petite-fille de Brink, est également basée sur le livre. 